# Ne’ot Mordechaj
Ne’ot Mordechaj (hebr. נאות מרדכי; ang. Neot Mordechai) – kibuc położony w Samorządzie Regionu Ha-Galil ha-Eljon, w Dystrykcie Północnym, w Izraelu. Członek Ruchu Kibuców (Ha-Tenu’a ha-Kibbucit).

## Położenie
Leży na północy Górnej Galilei.

## Historia
Kibuc został założony w 1946 przez imigrantów z Czechosłowacji, Austrii i Niemiec.

## Gospodarka
Gospodarka kibucu opiera się na rolnictwie.